# Highfield Road
El Highfield Road es un estadio de fútbol ubicado en la ciudad de Coventry en Inglaterra y fue la sede del Coventry City FC por 106 años.

## Historia
Fue construido en 1899 en el distrito de Hillfield, cerca al centro de la ciudad, y fue uno de los primeros estadios de Fútbol de Inglaterra que contaba con capacidad para que el 100 % de los aficionados estuvieran sentados luego de implementar la política que proponía Jimmy Hill, aunque esta política fue abandonada en 1981 cuando vencieron al Leeds United AFC por 4-0 y los aficionados del Leeds destruyeron gran parte de las butacas del estadio. La política de 100 % de asientos en los estadios se hizo oficial luego de la tragedia de Hillborough en 1989.
El récord de asistencia en el estadio fue de 51455 en 1967 cuando el Coventry City FC enfrentó a sus rivales del Wolverhampton Wanderers en un partido de la segunda división, capacidad que fue reducida a poco más de 23000 por las reglas de la Premier League. A causa de que el estadio no contaba con las capacidades de ingreso de aficionados como los de otros equipos de la Premier League y de los problemas de estacionamiento decidieron que el Coventry City FC se mudara al Ricoh Arena, jugando su último partido el 30 de abril de 2005 con una victoria por 6-2 ante el Derby County FC por la Football League Championship, siendo Andy Whing el anotador del último gol en el estadio.
Elton John realizó el último evento en el estadio antes de ser demolido en 2006 para que en su lugar fuese construido un complejo habitacional con estacionamiento por George Wimpey.

## Galería

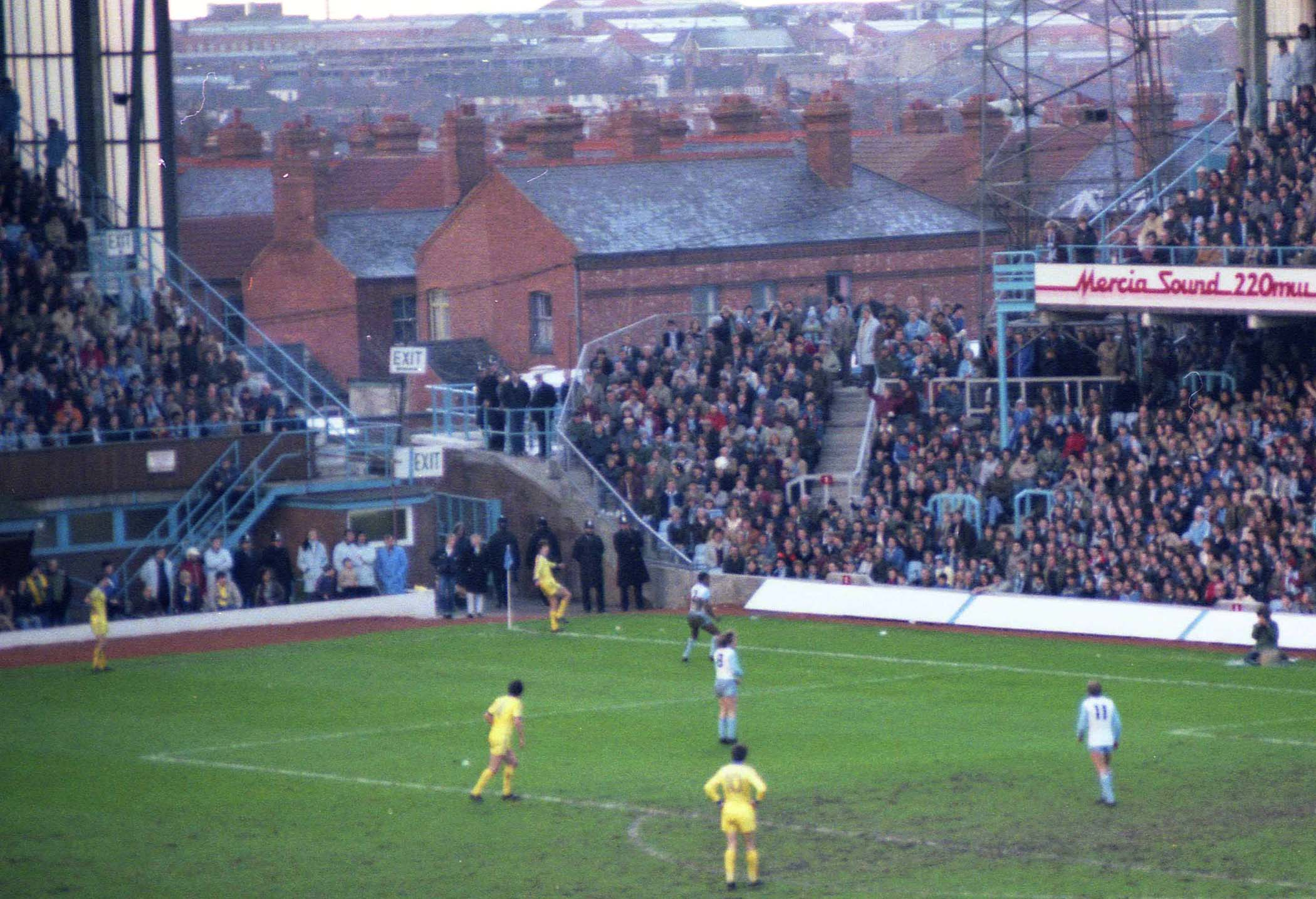
Highfield Road en 1982.